# 317 Роксана
317 Роксана (лат. 317 Roxane) је астероид главног астероидног појаса. Приближан пречник астероида је 18,67 km, а средња удаљеност астероида од Сунца износи 2,286 астрономских јединица (АЈ).
Инклинација (нагиб) орбите у односу на раван еклиптике је 1,763 степени, а орбитални период износи 1262,585 дана (3,456 године). Ексцентрицитет орбите астероида износи 0,085.
Апсолутна магнитуда астероида износи 10,03 а геометријски албедо 0,492.
Астероид је откривен 11. септембра 1891. године.